# Jacek Chodorski
Jacek Chodorski (ur. 1960) – lekarz, działacz samorządu lekarskiego, instruktor harcerski
Absolwent Akademii Medycznej we Wrocławiu (1985 r.). W 1989 r. uzyskał specjalizację I st. z chirurgii dziecięcej, w 2000 r. specjalizację II st. z chirurgii dziecięcej. W latach 1991–1997 pracował w Klinice Neurochirurgii AM we Wrocławiu, gdzie uzyskał specjalizacje II stopnia z neurochirurgii i neurotraumatologii w 1997 roku. W latach 2013–2015 był prezesem Dolnośląskiej Izby Lekarskiej.
Instruktor harcerski w stopniu harcmistrza. Działał w Kręgu Instruktorów Harcerskich im. Andrzeja Małkowskiego, był członkiem Komitetu Założycielskiego Związku Harcerstwa Rzeczypospolitej i wiceprzewodniczącym ZHR. W latach 1989–1991 komendant Dolnoślaskiej Chorągwi Harcerzy ZHR, a w latach 1993-1995 Przewodniczący Zarządu Okręgu Dolnośląskiego ZHR. Występuje w Inwentarzu Archiwalnym IPN jako współpracownik w latach 1984-1990 o pseudonimie "Rolf".